# Observación de Venus

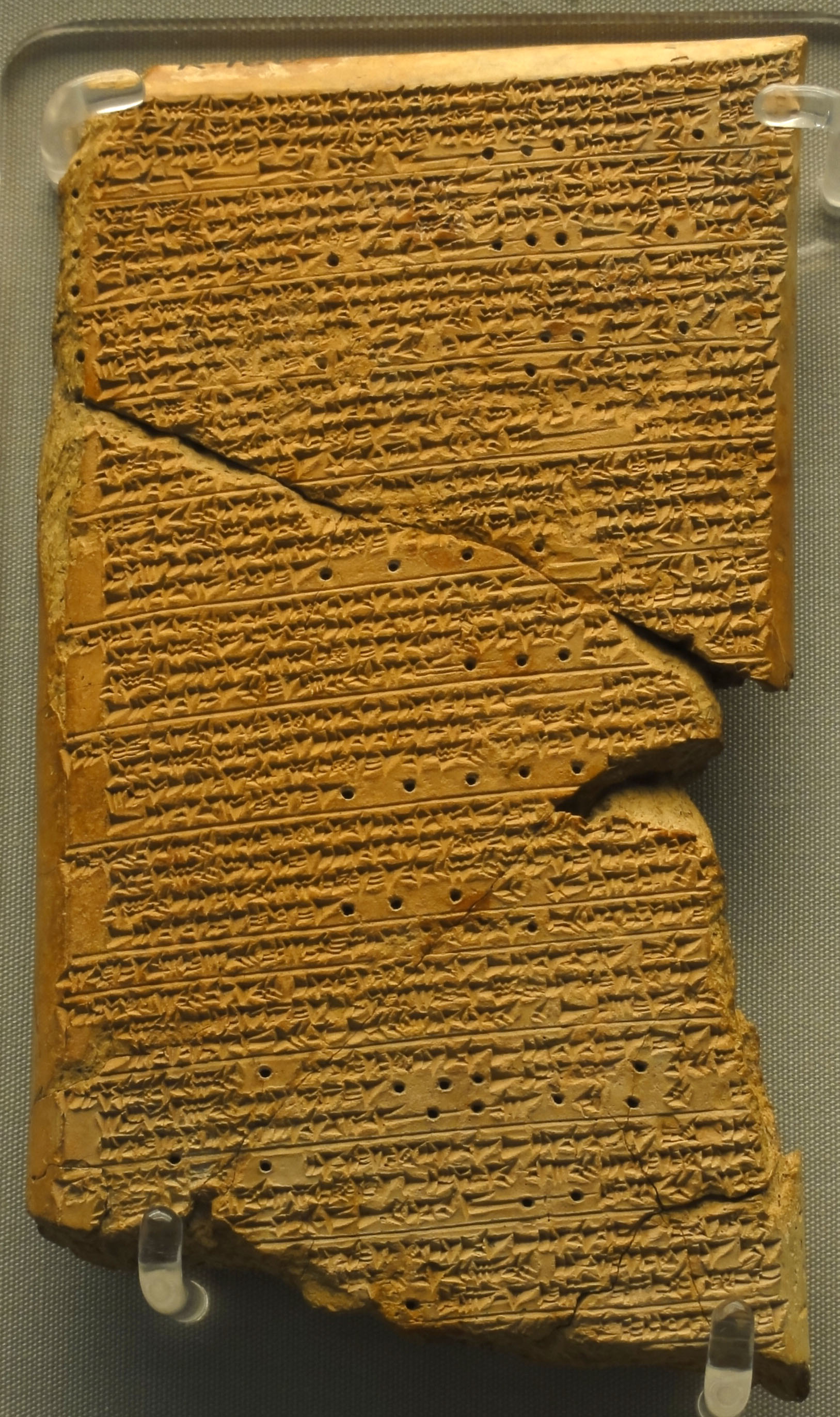
"Tableta de Venus de Ammisaduqa", tableta cuneiforme con pronósticos astrológicos procedente del período Neo-Asirio.

La observación de Venus se remonta a los principios del interés en las culturas humanas por la bóveda celeste. Venus es el astro más característico en los cielos de la mañana y de la tarde de la Tierra (después del Sol y la Luna), y es conocido por el hombre desde la prehistoria.

## Observaciones en la Edad Antigua

### África
Al igual que en el caso de los griegos y romanos, también para los antiguos egipcios el planeta Venus eran dos entidades diferentes:
el astro matutino era denominado
‘estrella de Bennu-Osiris’ durante las dinastías XIX y XX o
Pencherduau (‘la casa del dios de la mañana’) durante el periodo grecorromano, y
el astro vespertino era llamado Sebatuaty.
Venus era una manifestación del Ba (espíritu) de Ra (dios solar), era su guía, simbolizado por Bennu (el Ave Fénix), y representado como una garza real, según la cosmogonía de Heliópolis.
Una de las primeras representaciones de Venus en esta cultura se encuentra en el techo astronómico de la tumba de Senemut, datada hacia el año 1473 a. C., donde aparece con el jeroglífico de la garza real, denominada ‘la estrella que cruza’.
Posteriormente se identificaría con el Ba de Shu. En el Imperio Medio de Egipto, Bennu también simbolizaba el Ba de Osiris, surgido en el momento de su resurrección.
Dentro de la cosmogonía tradicional de la cultura Masái (actuales Kenia y parte de Tanzania) el planeta Venus se identifica con el personaje mitológico Kileken.
A fecha de hoy, se desconoce el papel que pudo tener Venus en el marco de otras culturas y civilizaciones antiguas y medievales africanas, como la cultura Nok, el Gran Zimbabue (Imperio Monomotapa) y otras.

### América

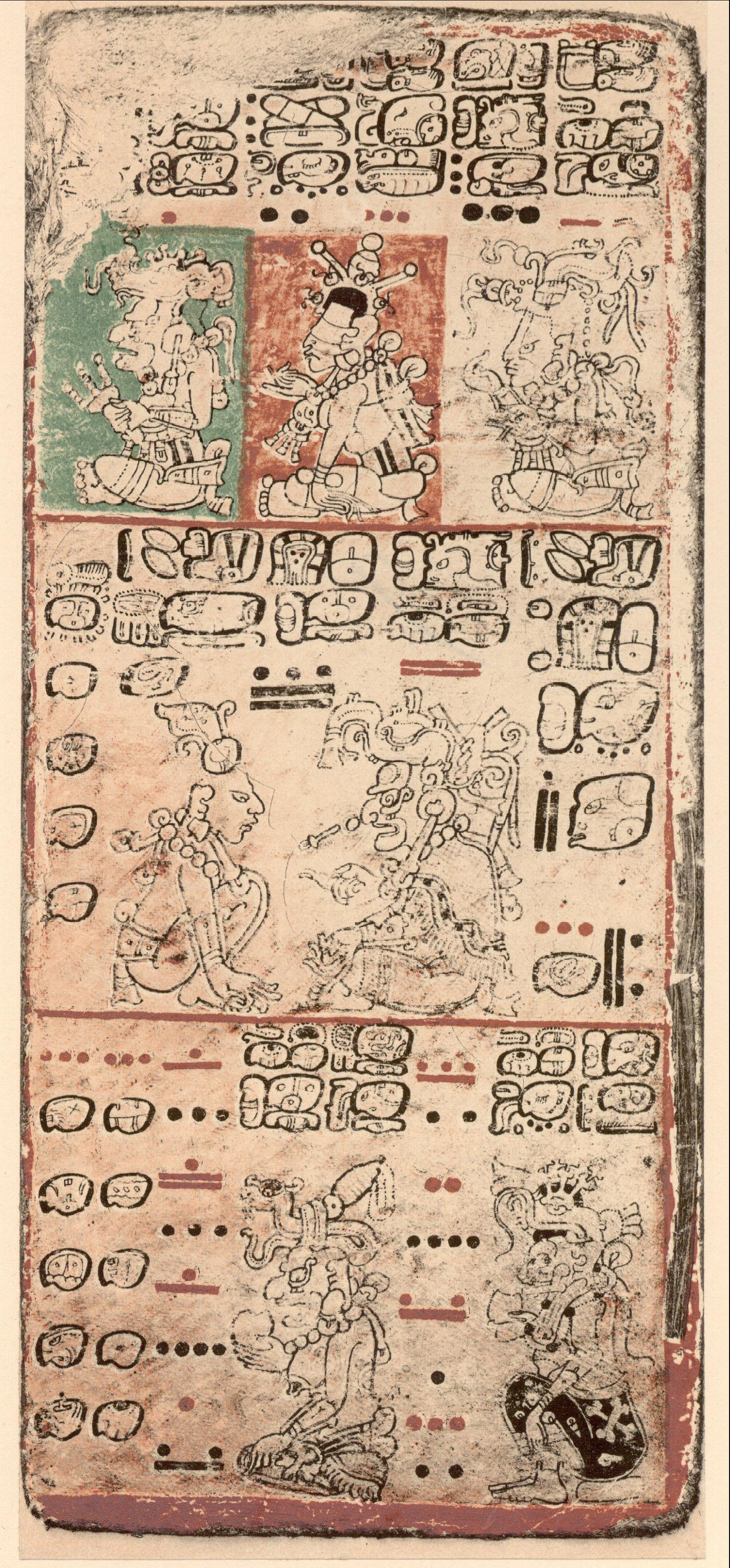
Datos sobre Venus en el códice maya de Dresde.

La observación del planeta Venus tuvo gran importancia religiosa y social para las diferentes culturas y sociedades de la Centroamérica precolombina.
Así, el dios de origen tolteca/olmeca Quetzalcóatl está identificado entre los pueblos de habla náhuatl con Venus bajo el nombre de Tlahuizcalpantecuhtli; Venus se consideró como el más importante de los cuerpos celestes observados por los mayas, que lo llamaron de diversas maneras:
Noh Ek (‘gran estrella’),
Chac Ek (‘estrella roja’, aunque es celeste),
Sastal Ek (‘estrella brillante’) y
Xux Ek (‘estrella avispa’), con el que se identificaba a la deidad Kukulkán, que en su advocación de dios del viento, Ehécatl, se simboliza en construcciones de estructura circular como la Torre del Caracol de Chichén Itzá. Es muy probable que numerosas construcciones mayas, como el llamado Templo de Venus o Edificio 22 de Copán, algunos edificios de la Zona Puuc y otros como el Templo de Kukulkán de Chichén Itzá fueran construidas y dedicadas a la observación de Venus.
Posiblemente se le dio más importancia incluso que al Sol. Los mayas estudiaron atentamente los movimientos de Venus. Pensaron que las posiciones de Venus y otros planetas tenían influencia sobre la vida en la Tierra, por lo que los mayas y otras culturas precolombinas programaron sus guerras y otros eventos importantes basándose en sus observaciones. En el Códice Dresde, dedicado en su totalidad a Venus, los mayas incluyeron un almanaque en el que mostraban el ciclo completo del planeta, en cinco grupos de 584 días cada uno (aproximadamente ocho años), 2920 días, después de los cuales se repetía el esquema (Venus da trece vueltas alrededor del Sol prácticamente en el mismo tiempo que la Tierra tarda en dar ocho).
A la llegada de los españoles, numerosos cronistas dejaron constancia de la importancia de Venus para las culturas centroamericanas, así Bernardino de Sahagún comentaba que cuando la Estrella Grande o Estrella Antigua aparecía en el este, los aztecas llevaban a cabo sacrificios humanos.
El español Diego de Landa también dejó constancia de la importancia de Venus entre los mayas.

### Asia
Uno de los documentos más antiguos que sobreviven de la biblioteca babilónica de Asurbanipal, datado sobre el 1600 a. C., es un registro de 21 años del aspecto de Venus (que los primeros babilonios llamaron Nindaranna). Los antiguos sumerios y babilonios llamaron a Venus Dil-bat o Dil-i-pat; en la ciudad mesopotámica de Akkad era la estrella de la madre-diosa Ishtar, y tanto en la cultura china como en las coreana, japonesa y vietnamita su nombre es Jīn-xīng (金星), el planeta del elemento metal, de acuerdo con la concepción cosmogónica oriental de los cinco elementos, aunque también es la unión de lo masculino y lo femenino, el matrimonio entre el esposo matutino Tai-po y su esposa vespertina, Nu Chien.
Tanto la cultura caldea, como la asiria y al igual que la babilónica, sabían que ambas apariciones de Venus en el cielo (la matutina y la vespertina) correspondían a un solo astro, como demuestra la traducción de la Tablilla de Venus de Ammisaduqa, una tablilla babilónica del siglo VII a. C. conservada en el Museo Británico de Londres:

El día 25 del mes de Tamuz (junio), Venus dejó de verse en el horizonte oeste, desapareciendo del firmamento durante siete días. En el amanecer del día 2 del mes Ab (julio) reapareció por el oriente.

En el corpus tradicional astrológico-religioso de la India, Venus es llamado Shukra Graha (‘planeta de Shukra’; Shukra era el gurú de los asuras, que luchaban contra los devas; en idioma sánscrito, śukra significa entre otras cosas ‘semen’, y ‘plateado [como el semen]’, del color del planeta Venus).

### Europa
Los antiguos griegos pensaban que las apariciones matutinas y vespertinas de Venus eran dos cuerpos diferentes, y las llamaron Hésperus cuando aparecía en el cielo del oeste al atardecer y Phósphorus cuando aparecía en el cielo del este al amanecer. Fue Pitágoras quien primero teorizó sobre que ambos objetos eran el mismo planeta; no obstante, su idea no se popularizó.
De igual modo, en el siglo IV a. C., Heráclides Póntico propuso que tanto Venus como Mercurio orbitaban el Sol en lugar de orbitar la Tierra, siendo su hipótesis totalmente ignorada.
Los romanos, herederos de la cultura astronómica griega, llamaban Lucifer al Venus del amanecer, y Vesper al del atardecer, considerándolos, igual que los griegos, dos cuerpos distintos. Posteriormente se popularizarían los términos alternativos Stella Matutina y Stella Vespertina.

### Oceanía
Dentro del disperso panorama cultural que conforman las islas de Australia, Micronesia, Polinesia y Melanesia, la figura de Venus aparece representada de distintas formas, como en el caso de Barnumbir, diosa en la cultura yolngu en Tierra de Arnhem (Australia).

## Observaciones a partir de la Edad Media

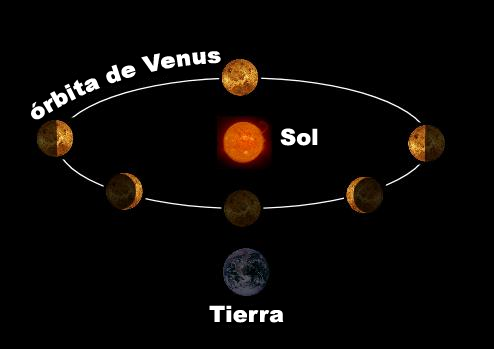
Fases de Venus observadas desde la Tierra

Galileo Galilei fue la primera persona en observar las fases de Venus en diciembre de 1610, una observación que sostenía la entonces discutida teoría heliocéntrica de Copérnico. También anotó los cambios en el tamaño del diámetro visible de Venus en sus diferentes fases, sugiriendo que éste se encontraba más lejos de la Tierra cuando estaba lleno y más cercano cuando se encontraba en fase creciente. Estas observaciones proporcionaron una sólida base al modelo heliocéntrico.

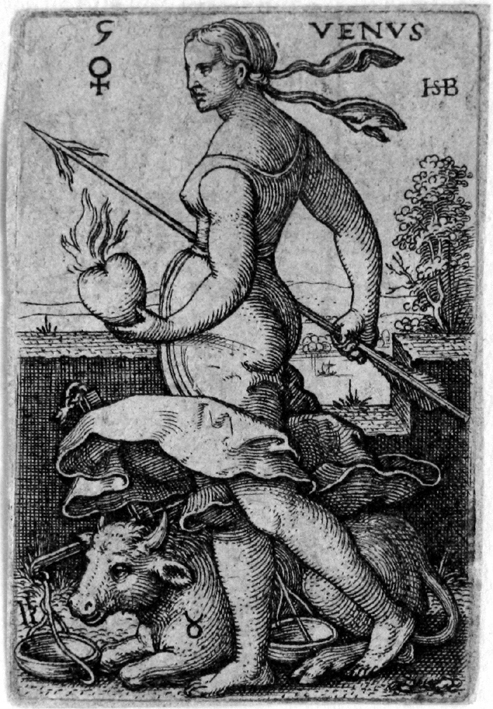
Alegoría de Venus, de Sebald Beham,.

Venus es más brillante cuando el 25% de su disco (aproximadamente) se encuentra iluminado, lo que ocurre 37 días antes de la conjunción inferior (en el cielo vespertino) y 37 días después de dicha conjunción (en el cielo matutino). Su mayor elongación y altura sobre el horizonte se produce aproximadamente 70 días antes y después de la conjunción inferior, momento en el que muestra justo media fase; entre estos intervalos, Venus es visible durante las primeras o últimas horas del día si el observador sabe dónde buscarlo. El período de movimiento retrógrado es de veinte días en cada lado de la conjunción inferior.
Los tránsitos de Venus acontecen cuando el planeta cruza directamente entre la Tierra y el Sol y son eventos astronómicos relativamente raros. La primera vez que se observó este tránsito astronómico fue en 1639 por Jeremiah Horrocks y William Crabtree. El tránsito de 1761, observado por Mijaíl Lomonósov, proporcionó la primera evidencia de que Venus tenía una atmósfera, y las observaciones de paralaje del siglo XIX durante sus tránsitos permitieron obtener por primera vez un cálculo preciso de la distancia entre la Tierra y el Sol. Los tránsitos sólo pueden ocurrir en junio o diciembre, siendo éstos los momentos en los que Venus cruza la eclíptica (al plano en el que la Tierra orbita alrededor del Sol), y suceden en pares a intervalos de ocho años, separados dichos pares de tránsitos por más de un siglo. El anterior par de tránsitos sucedió en 1874 y 1882, y el presente par de tránsitos son los de 2004 y 2012.
En el siglo XIX, muchos observadores atribuyeron a Venus un período de rotación aproximado de 24 horas. El astrónomo italiano Giovanni Schiaparelli fue el primero en predecir un período de rotación significativamente menor, proponiendo que la rotación de Venus estaba bloqueada por el Sol (lo mismo que propuso para Mercurio). Aunque realmente no es verdad para ninguno de los dos cuerpos, era una estimación bastante aproximada. La casi resonancia entre su rotación y la mayor aproximación a la Tierra ayudó a crear esta impresión, ya que Venus siempre parece dar la misma cara cuando se encuentra en la mejor posición para ser observado.
En 1950, Immanuel Velikovsky propuso que Venus era en realidad un cometa expulsado de su órbita hasta la actual en el año 1500 a. C. por Júpiter, tesis que actualmente sólo cabe en el marco de la pseudohistoria y la pseudociencia.
El período de rotación de Venus fue observado por primera vez durante la conjunción de 1961 con radar desde una antena de 26 metros en Goldstone (California), desde el observatorio de radioastronomía Jodrell Bank en el Reino Unido y en las instalaciones del espacio profundo en Yevpatoria (ex Unión Soviética). La precisión fue refinada en las siguientes conjunciones, principalmente desde Goldstone y Yevpatoria. El hecho de que la rotación era retrógrada no fue confirmado sino hasta 1964.
Antes de las observaciones de radio de los años sesenta, muchos creían que Venus contenía un entorno como el de la Tierra. Esto era debido al tamaño del planeta y su radio orbital, que sugerían claramente una situación parecida a la de la Tierra, así como por la gruesa capa de nubes que impedían ver la superficie. Entre las especulaciones sobre Venus estaban las de que éste tenía un entorno selvático o que poseía océanos de petróleo o de agua carbonatada. Sin embargo, las observaciones mediante microondas en 1956 por C. Mayer et al, indicaban una alta temperatura de la superficie (600 K). Extrañamente, las observaciones hechas por A. D. Kuzmin en la banda milimétrica indicaban temperaturas mucho más bajas. Dos teorías en competición explicaban el inusual espectro de radio: una de ellas sugería que las altas temperaturas se originaban en la ionosfera y la otra sugería una superficie caliente.
Aún en fechas tan tardías como 1969 se podían leer en libros españoles de divulgación científica, obviamente no al tanto de las últimas investigaciones, afirmaciones sobre el carácter acuoso de Venus:

(...) Como los demás planetas, [Venus] gira también alrededor de su eje, pero no podemos medir la duración del día venusiano (o su velocidad de rotación) por estar siempre completamente envuelto por una espesa capa de nubes que impide ver su superficie, que puede ser tierra firme o, posiblemente, un enorme océano.

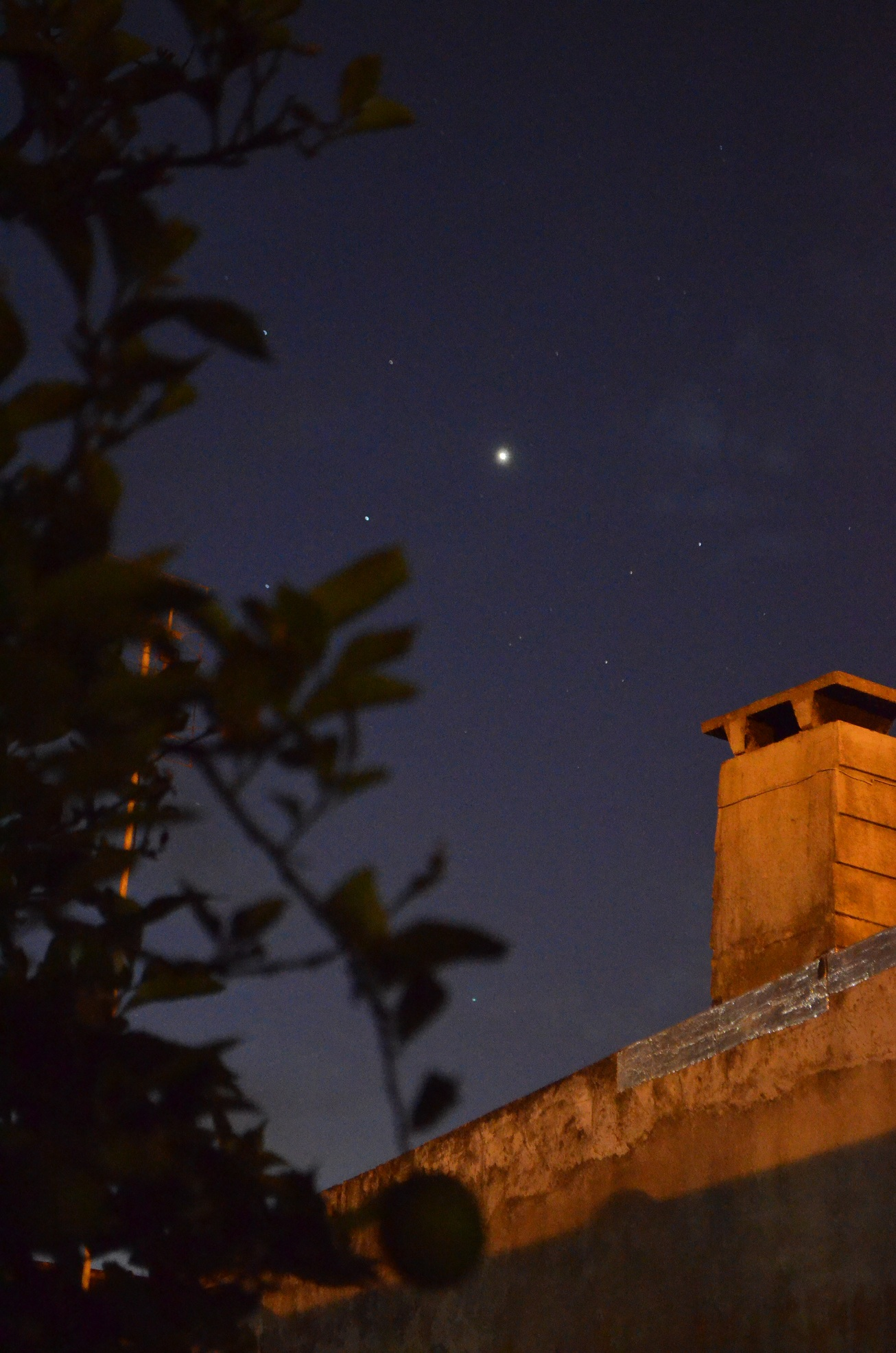
Venus sobre el cielo de Mar del Plata, Argentina.

Venus puede verse en el cielo antes o después del amanecer. Esto sucede cuando se encuentra próximo a su máxima separación respecto a la eclíptica y al mismo tiempo ese encuentra en la conjunción inferior; entonces desde uno de los hemisferios terrestres se puede ver en los dos momentos.